# Edlin
Edlin er en linjeorienteret teksteditor, der fulgte med de første versioner af MS-DOS/PC-DOS. Edlin blev skrevet af Tim Paterson hos Seattle Computer Products til 86-DOS, også kendt som QDOS. Programmet blev skrevet på et par uger. QDOS blev købt af Microsoft i 1981 og solgt til IBM som PC-DOS og desuden markedsført som MS-DOS. 
Edlin var den eneste editor, der fulgte med MS-DOS fra version 1 til version 5, derefter blev editoren erstattet af den mere brugervenlige fuldskærmeditor EDIT.
Edlin dukkede op igen i nogle versioner af Microsoft Windows, dog kun i 32-bits udgaverne. Programmet kan ikke benytte lange filnavne, og det ligner lidt et kuriosum, at Edlin er inkluderet. Editoren var ikke med i Windows 95. Programmet er tilgængeligt fra en DOS-prompt.
Edlin har et begrænset antal kommandoer, og man arbejder kun på én linje ad gangen. At rette i en linje eller kopiere en linje er lidt kryptisk [er denne påstand neutral?], hvis man ikke har prøvet det før. Programmet kan benyttes i et script, idet det kan tage kommandoer fra en fil via standard input.